# Феодализм
Феодали́зм (лат. feōdum, от франкск. *fëhu-ôd) —  сословно-классовая структура общества (аграрного типа, доиндустриального), когда основным экономическим ресурсом являлась земля, и находилась она в собственности феодалов.
В социально-историческом контексте термин «феодализм» не является самоназванием, он начал использоваться лишь в эпоху Просвещения для обозначения специфики общественных отношений, сформировавшихся в V веке нашей эры в поздней Римской империи и продолжавших господствовать в более позднее время. Отличительными чертами феодализма в Западной Европе были высокая степень политической децентрализации, дуализм светской и духовной властей, специфика европейского города как центра ремесла и торговли, раннего развития горизонтальных общественных структур, публичного и частного права. Затем, в Средние века, он стал господствовать в Европе вплоть до буржуазных революций, когда на смену феодальному строю пришёл капиталистический.

## Характеристика
Слово «феодализм», первоначально термин судебной практики, использовалось английскими юристами XVII века как обозначение типа собственности. Как общественно-политический термин его употреблял Буленвилье и вслед за ним Монтескьё. Представление о феодализме как об этапе социально-экономической истории человечества, соответствовавшего в Европе Средневековью, развивается во французской историографии начала XIX века, прежде всего у Гизо. Согласно Ю. Н. Давыдову, в научный оборот данное понятие было введено Сен-Симоном.
По отношению к Руси концепцию феодализма впервые применил Н. А. Полевой в своей «Истории русского народа» (т. 1—6, 1829—1833). В дальнейшем Н. П. Павловым-Сильванским была предпринята попытка обосновать концепцию «русского феодализма»[значимость факта?].
В марксизме феодализм рассматривался в качестве одной из общественно-экономических формаций, более высокой по сравнению с рабовладением. Философ А. Д. Майданский указывает, что формации не выводились Карлом Марксом, а лишь констатировались как эмпирические данные, а само «понятие экономической формации остаётся у Маркса наполовину эмпирическим (об этом свидетельствует хотя бы то, что в разных работах он упоминает разное число формаций)».
В XX веке различные исторические школы выдвигали разные концепции феодализма; некоторые вообще не использовали этот термин.
При феодальных отношениях владельцы земель (феодалы) выстроены в иерархическую лестницу: нижестоящий (вассал) получает за службу земельный надел (лен, феод или фьеф) и зависимых крестьян у вышестоящего (сеньора). Во главе стоит монарх, но его власть обычно значительно ослаблена по сравнению с полномочиями крупных сеньоров, которые, в свою очередь, не имеют абсолютной власти над всеми землевладельцами, стоящими ниже их (принцип «вассал моего вассала — не мой вассал», действовавший во многих государствах континентальной Европы).
Производителем материальных благ при феодализме был зависимый крестьянин, который в отличие от раба и наёмного рабочего, сам вёл хозяйство, причём во многом вполне самостоятельно, то есть был хозяином. Крестьянин был собственником двора, основных средств производства. Он выступал и собственником земли, но был подчинённым собственником, тогда как феодал — верховным собственником. Верховный собственник земли — всегда одновременно верховный собственник личностей подчинённых собственников земли, а тем самым и их рабочей силы. Здесь, как и в случае с рабством, существует внеэкономическая зависимость эксплуатируемого от эксплуататора, но только не полная, а верховная. Поэтому крестьянин в отличие от раба — собственник своей личности и рабочей силы, но не полный, а подчинённый. Таким образом, расщеплённой была не только собственность на землю, но и на личность работников.
В экономической области при феодализме землевладельцы и землепользователи резко различаются между собой и противопоставляются друг другу: собственность и пользование дробятся, и не только последнее, но и первая приобретают условный (ограниченный) характер.
В области политического строя при феодализме замечается упадок государственного единства и ослабление централизующей верховной власти: территория государства дробится на части и государственные прерогативы распадаются, переходя в руки владельцев этих частей (феодальная раздробленность); землевладельцы становятся «государями». При господстве феодальных начал борьба сильнее союза, сила — важнее права: жизнь гораздо больше подчиняется нравам, чем учреждениям, личной или групповой инициативе — чем общему закону, который заменяется устными, местными, очень шаткими обычаями. В такую эпоху война является не только единственной действительной формой охраны договоров и прав, но и могучим средством закрепления привилегий, достигнутых их нарушением, препятствием для выработки её твердых, постоянных юридических и государственных норм. Верховная политическая власть стала во время феодализма предметом частной собственности; «частные войны» между сеньорами заняли место вооруженных столкновений между нациями. Каждый благородный сеньор обладал «правом войны» и мог вести войну с любым другим, кроме своего ближайшего сеньора.
Наконец, в области отношений личности к государству и личностей между собой также устанавливается преобладание частноправовых (вместо публично-правовых) принципов и начала индивидуального договора — вместо общего закона.

## Происхождение феодализма
Происхождение феодализма связано с распадом родо-племенного строя, последней стадией которого была так называемая военная демократия. Воины дружин вождей получали во владение земли с крестьянами (особенно при завоеваниях) и становились, таким образом, феодалами. Феодалами становилась и племенная знать.
Развитию феодализма на территориях бывшей Западной Римской империи способствовало также наличие там латифундий, работавшие в которых рабы наделялись земельными участками и превращались в колонов.
Как отмечается БРЭ, в СССР исключительную роль в разработке теории генезиса феодализма сыграл А. И. Неусыхин. Важное место в научном наследии первого советского академика-медиевиста Д. М. Петрушевского занимают работы, посвященные изучению проблемы генезиса феодализма в Западной Европе.

## Феодализм вне Западной Европы
Существуют разные мнения о том, были ли феодальные отношения (в классическом понимании) вне Западной Европы (можно ли рассматривать те политико-экономические отношения как феодальные). Марк Блок считал феодализм преимущественно, если не исключительно, западноевропейским феноменом, сложившимся в результате специфических исторических условий и выделял следующие черты европейского феодализма: зависимость крестьян; наличие института феода, то есть вознаграждение за службу правом пользования землёй; вассальные отношения в воинском сословии и превосходство сословия воинов-рыцарей; отсутствие централизованной власти; одновременное существование в ослабленном виде государства и родственных отношений.
Главные аспекты критики концепции феодализма как универсальной стадии развития общества заключаются в том, что в большинстве обществ неевропейского ареала отсутствовали такие системно-важные элементы как крупное частное землевладение, крепостное право, иммунитеты служилого сословия. Марк Блок решительно возражал против отождествления общественного строя с экономическим:

Привычка, укоренившаяся даже у историков, стремится смешать самым досадным образом два выражения: «феодальная система» и «сеньориальная система». Это целиком произвольное уподобление комплекса отношений, характерных для господства военной аристократии, типу зависимости крестьян, который полностью отличается по своей природе и, вдобавок, сложился намного раньше, продолжался дольше и был гораздо более распространен во всем мире.

Марк Блок считал, что феодальными в точном смысле этого слова первоначально были лишь Франция, западная Германия и северная Италия, а в дальнейшем ими стали Англия и южная Италия. К этому центральному ядру примыкали области в той или иной степени феодализированные — северо-западная Испания и Саксония. За этими пределами феодализм в Европе не существовал — не были феодальными ни скандинавские страны, ни Ирландия, ни Балканский полуостров, ни Центральная и Восточная Европа.
Советский историк Арон Гуревич также считал феодализм характерным только для Западной Европы. По его мнению, причиной возникновения феодализма стало столкновение позднеантичной цивилизации с варварским элементом, проникшим на её территорию в ходе Великого переселения народов, и последующего взаимодействия этих начал в специфических географических, климатических и демографических обстоятельствах Западной Европы.
По мнению П. Н. Милюкова, родовые черты феодального строя повсеместно одни и те же: смешение политического и частного господства сильного, политического и частного подчинения слабого. Но рядом с этими общими чертами существуют частные, дающие «индивидуальную физиономию» феодальному строю данной местности. В видовом смысле феодализмом называется именно «индивидуальная физиономия» данного строя в Западной Европе — и в этом смысле русский вариант того же строя не должен быть называем этим термином, если мы хотим избежать путаницы понятий.
Коренная черта западного феодализма — зависимость «по земле». Однако как землевладелец древнерусский боярин не подчинялся государю той территории, где находится его свободный земельный участок. Он входил в зависимость как слуга и сам выбирал государя, которому хотел служить; переходя к другому князю, он не терял земельной собственности и не получал новой.
Служебные отношения «по земле» впервые установились в древней Руси в сфере земель, раздаваемых государем под специальным условием службы, так называемых «служних земель». Служилое землевладение Московской Руси XVI—XVII веков является очень близким подобием византийской пронии и мусульманского иктаха.
Особенно схожим с европейским феодализмом был социальный строй Японии. Нитобэ Инадзо писал:

Каждого при знакомстве с западной историей поражает повсеместное распространение феодальной системы на все государства Западной Европы. Это бросается в глаза только благодаря тому, что западная история известна лучше, хотя феодализм ни в коей мере не ограничивается только Западной Европой. Он существовал в Скандинавии, в странах Центральной Европы и в России. Та же система была в древнем Египте, Абиссинии, на Мадагаскаре и в Мексике… Феодальный строй Франции, Испании, Англии и Германии был поразительно похож на японский… Даже время становления феодализма совпадает. Принято считать, что европейский феодализм возник в IX в., после крушения Каролингской империи. В XI в. норманны принесли его в Англию. Через три века он достиг скандинавских стран. Удивительно, насколько эти даты совпадают с нашими.

С другой стороны, Ф. Моулдер показала, что Япония в XVII — первой половине XIX веках по всем своим основным чертам была сходна с «имперским» Китаем того же времени и качественно отличалась от феодальных государств Западной Европы.

## Падение феодализма
История постепенного падения феодализма охватывает собой конец Средних веков и все Новое время до середины XIX века, когда под влиянием революций 1848 года окончательно пало на западе Европы крепостное состояние крестьян.
Из двух сторон феодализма — политической и социальной — большую живучесть проявила вторая: после того как новое государство сокрушило политическую мощь феодальных сеньоров, общественное устройство долго продолжало оставаться феодальным и даже в эпоху полного развития абсолютной монархии (XVI—XVIII века) социальный феодализм сохранял всю свою силу.
Процесс падения политического феодализма заключался в постепенном объединении страны под властью одного государя, в отделении суверенитета от землевладения и в замене вассальной связи отношениями подданства. Благодаря этому процессу король переставал быть «первым между равными», превращаясь в единого носителя верховной власти в стране, а сеньоры вместе со всеми остальными жителями страны становились подданными государя, хотя и привилегированными.
Эта привилегированность высшего сословия (дворянства), была одним из остатков того социального могущества, которое принадлежало этому элементу средневекового общества. Утратив суверенные права в своих землях, потеряв даже значение самостоятельной политической силы, дворянство удержало за собой целый ряд прав по отношению к крестьянской массе и к государству. Землевладение очень долго сохраняло феодальный характер: земли делились на дворянские и крестьянские; и те, и другие представляли собой условную собственность, сразу зависевшую от двух лиц — dominus directus и dominus utilis; крестьянские участки были обложены в пользу сеньоров разными оброками и повинностями. Долго сохранялась и юридическая зависимость крестьян от дворян — собственников земли, так как последним принадлежала вотчинная полиция и юстиция, а во многих странах крестьяне находились в крепостном состоянии.
С освобождением городов, превращавшихся иногда в самостоятельные общины с республиканским строем, рядом с прежними феодальными сеньориями явились новые, так сказать, коллективные сеньории, оказавшие громадное разлагающее влияние на феодализм. В городах ранее всего исчезли все формы прежнего феодального быта. Там, где феодальные дворяне входили в состав городских общин, они должны были подчиняться новым порядкам, устанавливавшимся в городах, и делались простыми (хотя и привилегированными) гражданами, а переселение в город крестьянина сопровождалось для него освобождением от крепостной зависимости («городской воздух делает свободным»). Таким образом, в городе не было ни вассалитета, ни крепостничества. В городе же ранее всего произошло отделение верховной власти от обладания землёй. Впервые в городах же был нанесен удар и принципу феодального землевладения, так как каждый домовладелец был полным собственником того участка земли, на котором был построен его дом. Наконец, в основе экономического развития городов лежали торговля и промышленность; рядом с землевладением как основой самостоятельного и даже властного положения в обществе заняло место обладание движимым имуществом. Феодальное хозяйство было натуральным; в городах стало развиваться денежное хозяйство, которое мало-помалу стало проникать и в села и подтачивать там сами основы феодального быта. Город, делаясь экономическим центром целого округа, постепенно разрушал хозяйственную обособленность феодальных сеньорий и тем самым подрывал один из устоев феодализма. Словом, все то новое в политической и экономической жизни, что по существу противоречило всему феодальному строю и быту, шло из городов. Здесь же сформировался тот общественный класс, буржуазия, который главным образом и вел вполне сознательную и всегда почти более или менее успешную борьбу с феодализмом. Борьба буржуазии с дворянством — одна из важнейших сторон социальной истории Запада со второй половины Средних веков до XIX века.